# Skytalský vrch
Skytalský vrch je kopec s nadmořskou výškou 552,3 metrů na jihovýchodním okraji Doupovských hor. Nachází se východně od Skytal u Vroutku v okrese Louny.

## Historie
V pozdní době bronzové se na vrcholu kopce nacházelo hradiště.

## Přírodní poměry
Kopec má tvar asymetrické kupy, jejíž vrcholovou část tvoří leucitický bazanit, který překrývá kontaktně metamorfované tufy a tufity. Vznikl jako svědecký vrch. Na vrcholu se tedy dochovaly horniny, které byly z okolí odstraněny erozně denudační činností, a vrchol kopce se tedy nachází na úrovni původního reliéfu.
Vrch se nachází v Doupovských horách v okrsku Rohozecká vrchovina. Podél jihozápadního a jihovýchodního úpatí však probíhá hranice s Rakovnickou pahorkatinou. V nejzápadnější části úpatí se nachází odpadem částečně zasypaná opuštěná pískovna, v jejíchž stěnách lze pozorovat výchozy eocenní až oligocenní jílovce, a slepence. Podle zrnitosti a stavby místních pískovců se horniny ukládaly v prostředí meandrujících říčních koryt.